# Champdani
Champdani è una suddivisione dell'India, classificata come municipality, di 103.232 abitanti, situata nel distretto di Hooghly, nello stato federato del Bengala Occidentale. In base al numero di abitanti la città rientra nella classe I (da 100.000 persone in su).

## Geografia fisica
La città è situata a 22° 47' 52 N e 88° 21' 57 E e ha un'altitudine di 11 m s.l.m..

## Società

### Evoluzione demografica
Al censimento del 2001 la popolazione di Champdani assommava a 103.232 persone, delle quali 57.874 maschi e 45.358 femmine. I bambini di età inferiore o uguale ai sei anni assommavano a 12.653, dei quali 6.547 maschi e 6.106 femmine. Infine, coloro che erano in grado di saper almeno leggere e scrivere erano 69.323, dei quali 43.115 maschi e 26.208 femmine.